# بهترین بهترین‌ها ۲
بهترین بهترین‌ها ۲ (انگلیسی: Best of the Best II) فیلمی در ژانر رزمی است که در سال ۱۹۹۳ منتشر شد.

## خلاصه داستان
در مسابقات غیرقانونی هنرهای رزمی، «تراویس بریکلی» پس از شکست خوردن از استاد شرور هنرهای رزمی «بریکوس» توسط او کشته می‌شود. «والتر گریدی» پسر بهتری دوست او «الکس» شاهد به قتل رسیدن او می‌شود. «الکس» و همکارش «تامی لی» با خود عهد می‌بندند انتقام مرگ دوست خود را بگیرند…

## بازیگران
- اریک رابرتس
- فیلیپ ری
- کریس پن
- جیمز لو
- مگ فاستر
- وین نیوتون
- سانی لاندهام
- رالف مولر